# Ulica Wojska Polskiego w Katowicach
Ulica Wojska Polskiego w Katowicach – jedna z zabytkowych ulic w Katowicach, w dzielnicy Piotrowice-Ochojec. Ulica rozpoczyna swój bieg od skrzyżowania z ul. ks. Stanisława Wilczewskiego. Następnie krzyżuje się z ul. Wronią, ul. Załogową, ul. Armii Krajowej, ul. Chocimską, ul. Policyjną. Kończy swój bieg przy ul. Karola Kornasa.

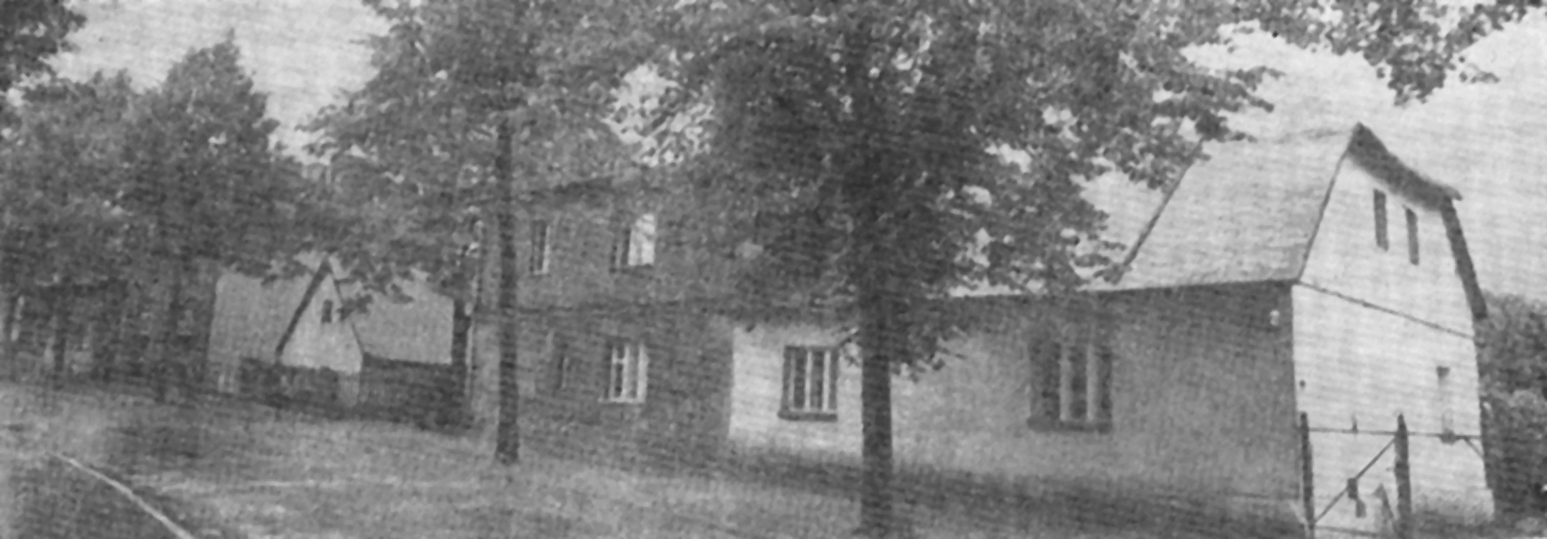
ul. Wojska Polskiego – zabudowania z końca XIX wieku

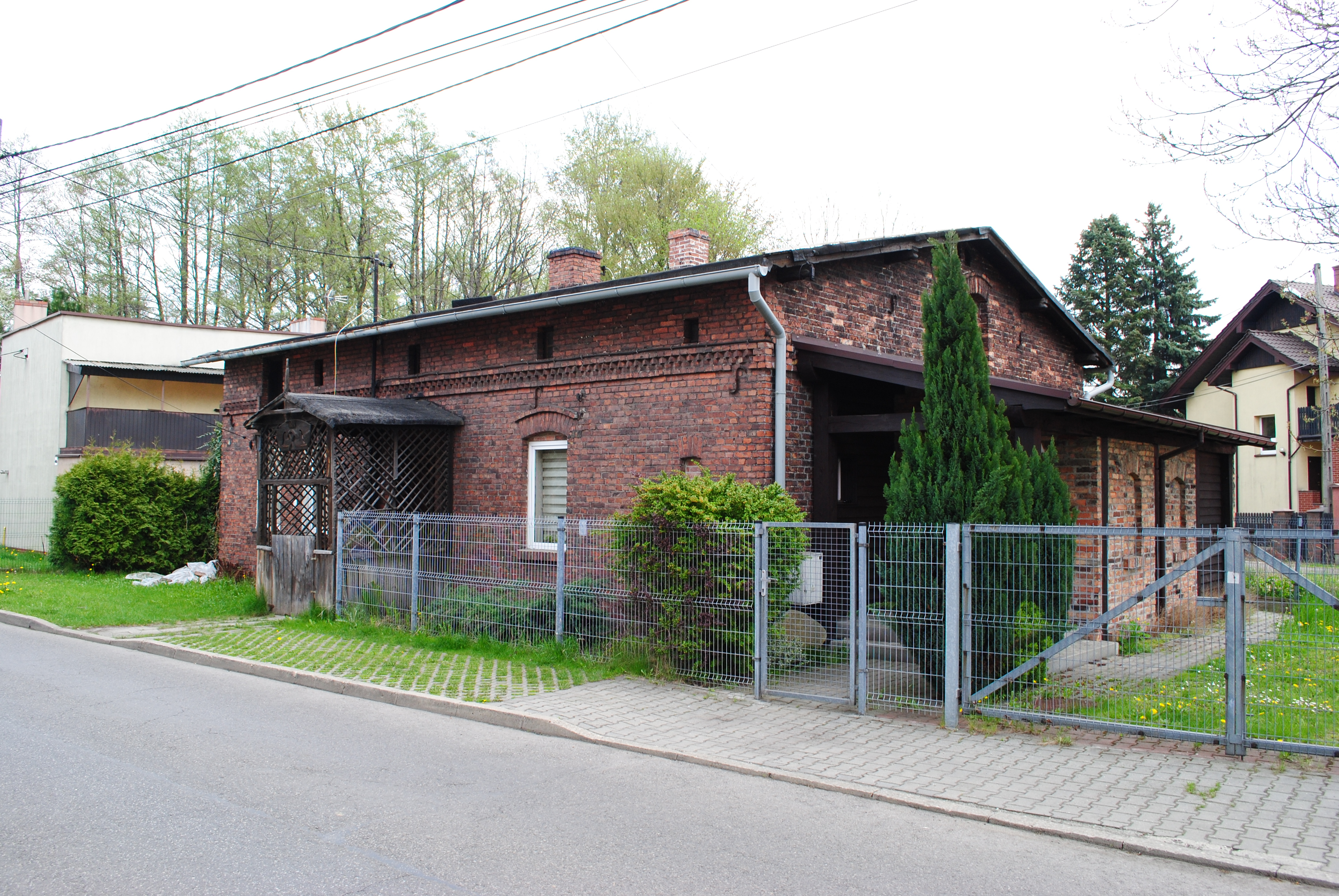
Dom mieszkalny przy ul. Wojska Polskiego 40

Przy drodze zachowały się fragmenty XIX-wiecznej zabudowy dzielnicy. Trakt z Mysłowic do Mikołowa istniał już w XVII wieku. Zlokalizowany był wzdłuż obecnej ul. Wojska Polskiego i ul. Jaworowej. Nazywano go Furmańcem.
Przy ulicy Wojska Polskiego znajdują się następujące historyczne obiekty, objęte ochroną konserwatorską:
- dom mieszkalny z zapleczem gospodarczym i ogrodem (ul. Armii Krajowej 95, na rogu z ul. Wojska Polskiego); wzniesiony w pierwszej ćwierci XX wieku;
- krzyż przydrożny (ul. Armii Krajowej 95, na rogu z ul. Wojska Polskiego); wzniesiony w XIX wieku, przeniesiony w późniejszym okresie z miejsca obok szkoły podczas budowy drogi do Kostuchny. Pod krzyżem odprawiano msze święte, gdy kościół parafialny nie był jeszcze wybudowany. W latach osiemdziesiątych XX wieku konstrukcję drewnianą zastąpiono metalową[6]. Krzyż został objęty ochroną konserwatorską[5];
- dom mieszkalny z zapleczem gospodarczym i ogrodem (ul. Policyjna 1, na rogu z ul. Wojska Polskiego); wzniesiony w pierwszej ćwierci XX wieku[7];
- dom mieszkalny z zapleczem gospodarczym (ul. Wojska Polskiego 12); wzniesiony na przełomie XIX i XX wieku[7];
- dom mieszkalny z zapleczem gospodarczym (ul. Wojska Polskiego 21, na rogu z ul. Armii Krajowej); wzniesiony na początku XX wieku na działce narożnej z parterową przybudówką od strony ul. Armii Krajowej[7];
- dom mieszkalny z zapleczem gospodarczym (ul. Wojska Polskiego 32); wzniesiony na początku XX wieku[7];
- wolnostojąca kamienica mieszkalna z zapleczem gospodarczym i ogrodem (ul. Wojska Polskiego 39); wzniesiona w latach trzydziestych XX wieku[7];
- dom mieszkalny z zapleczem gospodarczym (ul. Wojska Polskiego 40); wzniesiony na początku XX wieku z herbem górniczym nad wejściem[7];
- wolnostojący dom mieszkalny z zapleczem gospodarczym (ul. Wojska Polskiego 58); wzniesiony na początku XX wieku[7];
- wolnostojący wiejski dom mieszkalny z niewielkim ogrodem (ul. Załogowa 1, na rogu z ul. Wojska Polskiego); wzniesiony na przełomie XIX i XX wieku[7];

Ulica Wojska Polskiego w całości biegnie przez historyczną część Katowic – Piotrowice. Posiada długość 676 m i powierzchnię 3960 m². Swoją siedzibę mają przy niej: biuro usług geodezyjno-kartograficznych, serwis ogumienia, przedsiębiorstwa i firmy handlowo-usługowe.